# Ronald Arana
Ronald Arana Céspedes (Santa Cruz de la Sierra, 18 de janeiro de 1977) é um ex-futebolista profissional boliviano que atuava como defensor.

## Carreira
Ronald Arana se profissionalizou no Destroyers.

## Seleção
Ronald Arana integrou a Seleção Boliviana de Futebol na Copa das Confederações de 1999.